# GPS

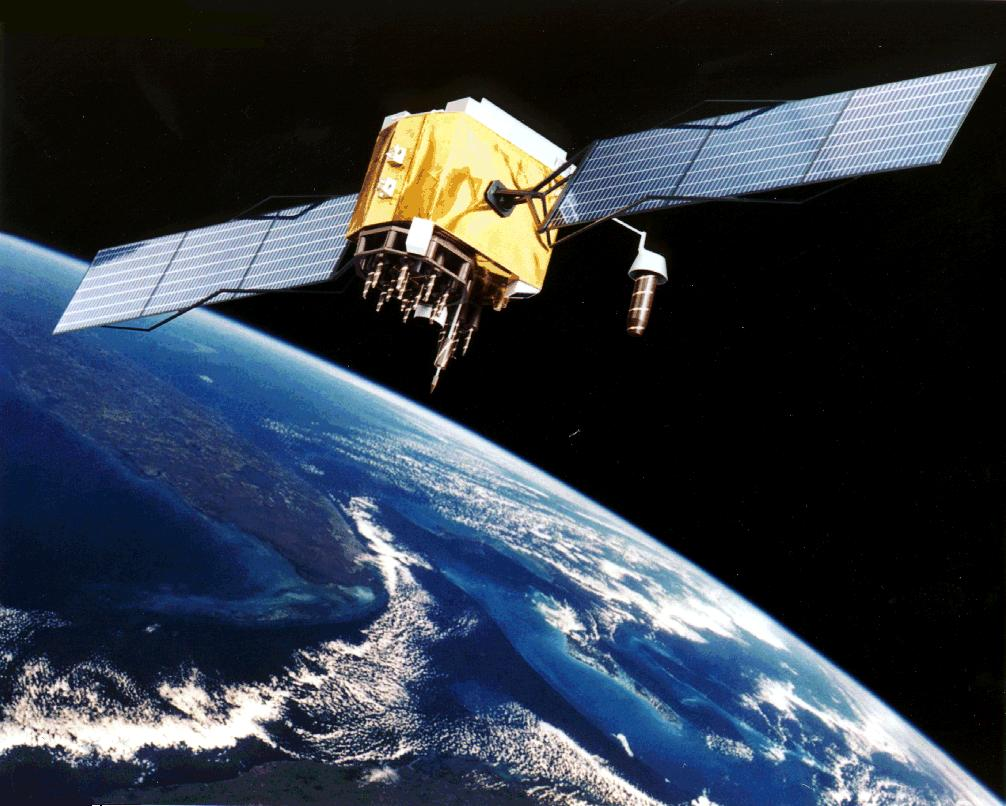
Ilustrace družice GPS na oběžné dráze bloku IIF (obrázek NASA).

GPS (anglicky Global Positioning System, hovorově džípíeska) je satelitní navigace vlastněná USA a provozovaná Vesmírnými silami Spojených států amerických. GPS umožňuje pomocí elektronického přijímače určit přesnou polohu na povrchu Země a nahrazuje tak starší metody založené na pozorování hvězd, Slunce, používání sextantu nebo triangulace. Označení GPS přešlo do obecné mluvy jako označení pro jakýkoliv elektronický systém zjišťování polohy, přestože existují další systémy (GLONASS, Galileo, BeiDou a další). Satelitní navigace je využívána v mnoha oborech lidské činnosti.

## Historie

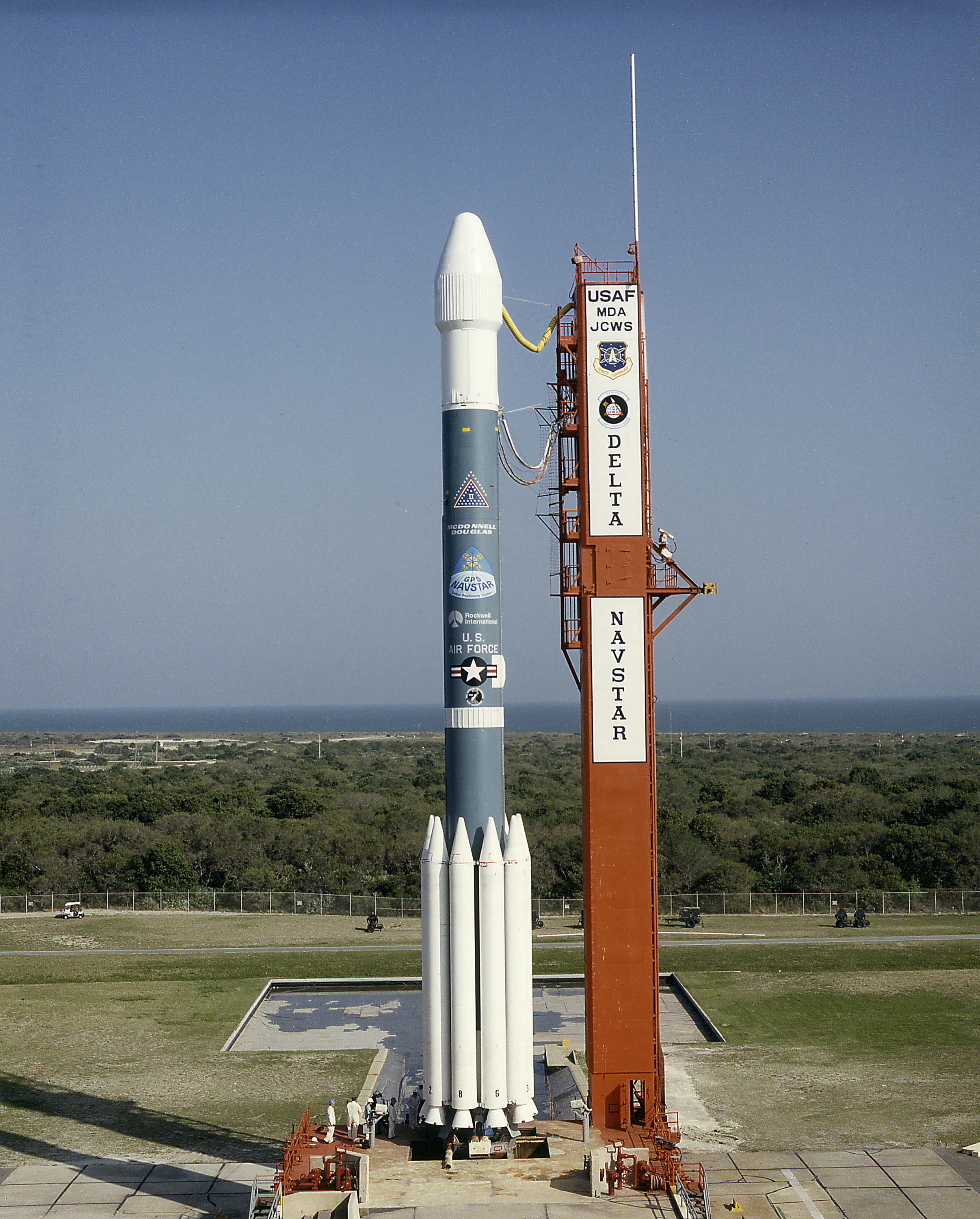
Příprava startu rakety Delta II s družicí bloku IIA s označením „NAVSTAR 31“ v roce 1993 (fotografie NASA).

Projekt GPS navazoval na předchozí satelitní navigaci Transit (1964–1996) a rozšířil ji především kvalitou, dostupností, přesností a službami. Původní název byl NAVSTAR GPS (Navigation Signal Timing and Ranging Global Positioning System), přičemž tento název nesou i družice, které systém GPS využívá ke své činnosti. Vývoj NAVSTAR GPS byl zahájen v roce 1973 sloučením dvou projektů určených pro určování polohy System 621B (USAF) a pro přesné určování času Timation (US Navy). Mezi léty 1974–1979 byly prováděny testy na pozemních stanicích a byl zkonstruován experimentální přijímač. Mezi lety 1978–1985 bylo vypouštěno 11 vývojových družic, které byly označeny jako Blok I. V roce 1979 byl původní návrh rozšířen z nedostačujících 18 na 24 družic. Od roku 1980 začalo vypouštění družic GPS společně se senzory pro detekci jaderných výbuchů a startů balistických raket jako výsledek dohod o zákazu jaderných testů mezi USA a SSSR.
Počátkem 80. let se projekt dostal do finančních problémů. V roce 1983, kdy sovětská stíhačka ve vzdušném prostoru SSSR sestřelila civilní dopravní letadlo Korean Air Flight 007 (KAL 007), přičemž všech 269 lidí na palubě zahynulo, oznámil americký prezident Ronald Reagan, že po dokončení bude GPS k dispozici i pro civilní účely.
V roce 1990 během války v Zálivu byla dočasně deaktivována selektivní dostupnost (SA) pro neautorizované uživatele, z důvodu nedostatku armádních přijímačů. Zapojena byla opět 1. července 1991. Selektivní dostupnost znamenala, že civilní přijímače určovaly přesnost polohy na Zemi jen na 100 metrů horizontálně a 156 metrů vertikálně.
Počáteční operační dostupnost (IOC) byla vyhlášena 8. prosince 1993, plná operační dostupnost pak 17. ledna 1994, kdy byla na orbitu umístěna kompletní sestava 24 družic.
Definitivní zrušení selektivní dostupnosti oznámil prezident Bill Clinton od 1. května 2000, což vedlo k prudkému komerčnímu rozvoji (navigace pro automobily, outdoorová hra geocaching). Od té doby je možné v civilním sektoru určit geografickou polohu přijímače nacházejícího se kdekoliv na Zemi nebo nad Zemí s přesností asi 5 metrů a také čas s přesností na jednotky nanosekund. Přesnost určení polohy bylo možné s použitím dalších metod zvýšit až na jednotky centimetrů, čehož využívaly komerční služby (např. zeměměřiči v geodézii). Pro civilní použití bylo stanoveno omezení, že navigace nefunguje výše než 18 km a nepohybuje se rychleji než 1852 km/h, což mělo zamezit zneužití pro balistické rakety (některé navigační čipy fungují i ve větší výšce za předpokladu, že není překročena maximální rychlost).
První družice bloku IIR-M podporující nový civilní signál označovaný L2C byla vypuštěna 25. září 2005.
V roce 2018 byl na trh uveden první čip, který umí využívat kromě signálu L1 též signál L5, což umožňuje určit pozici s přesností až na 30 cm.
Na rok 2023 bylo ohlášeno spuštění GPS III, která měla přinést trojnásobně lepší přesnost a vyšší spolehlivost. Měla být zdvojnásobena životnost družic na 15 let, přesnost měla narůst na 1 až 3 metry a měl být vysílán silnější signál L1C, používající stejnou frekvenci jako evropská síť Galileo, japonská QZSS a čínská BeiDou. V roce 2019 byly na orbitě již dva satelity (Vespucci, Magellan), v červnu 2020 měl být vypuštěn další.
Na provoz GPS byla mezi lety 2006–2008 ročně vynakládána částka přibližně 600 až 900 milionů amerických dolarů z rozpočtu USA.

## Princip funkce
Družice satelitní navigace vysílají přesný čas. Součástí signálu jsou i aktuální poziční informace o tom, kde se právě která družice nachází. Protože je každá družice na jiném místě oběžné dráhy, lze ze všech vzdáleností od družic, ze kterých je signál přijímán, vypočítat místo, kde se nachází přijímač. Ve skutečnosti není přijímač snadno schopen určit vzdálenost od jednotlivých družic, ale může velmi přesně určit odchylky v přijímaných časových signálech od různých družic. K odchylkám dochází tím, že jsou družice od přijímače různě daleko a rychlost šíření rádiového signálu je konečná (rychlost světla). Z těchto odchylek může přijímač výpočtem dovozovat vzdálenost od družic. Zároveň platí, že čím více signálů z různých družic přijímač přijímá, tím přesnějšího výsledku dosáhne (k určení polohy stačí čtyři družice, další pozici jen dále zpřesňují). K dalšímu upřesňování pozice přijímače dochází započtením Dopplerova jevu, teorie relativity nebo korekcí změřených pozemními stanicemi se známou polohou.

## Struktura systému
Celý systém GPS lze rozdělit do 3 segmentů:
- kosmický
- řídicí
- uživatelský

### Kosmický segment
| Blok (životnost#) | Období    | Vypuštěno       | Aktivní | Signály& |
| --- | --------- | --------------- | ------- | -------- |
| I | 1978–1985 | 10+1✝           | 0       | 1+2      |
| II (7,5) | 1989–1990 | 9               | 0       | 1+2      |
| IIA (7,5) | 1990–1996 | 19              | 0       | 1+2      |
| IIR (10) | 1997–2004 | 12+1✝           | 6       | 1+2      |
| IIR-M (8,5) | 2005–2009 | 8               | 7       | 2+4      |
| IIF (15) | 2010–2016 | 12              | 11      | 3+4      |
| IIIA (15) | 2018–2026 | 7+3$            | 7       | 4+4      |
| IIIF | 2026–2034 | 0+22v           | 0       |          |
| Celkem | Celkem    | 77 +2✝ +3$ +21v | 31      |          |
| v Výhled, plán. ✝ Ztracena při startu nebo selhalo oživení. $ V přípravě. # Plánovaná životnost v letech. & Vysílané civilní + vojenské signály. (Poslední změna: 21. února 2025) |           |                 |         |          |

Schema změn poloh družic a jejich viditelnosti z konkrétního místa na Zemi

Kosmický segment byl projektován na 24 družic, ale nyní je využíván až na mezní počet 32. Protože v datovém rámci je pro číslo satelitu určeno jen 5 bitů (25 = 32), bude třeba pro další navyšování počtu změnit strukturu dat.
Družice obíhají ve výšce 20 350 km nad povrchem Země na 6 kruhových drahách se sklonem 55°. Dráhy jsou vzájemně posunuty o 60° a na každé dráze jsou původně 4 pravidelně, nyní 5-6 nepravidelně, rozmístěné pozice pro družice. Družice váží asi 1,8 tuny a na střední oběžné dráze (MEO, Medium Earth Orbit) se pohybuje rychlostí 3,8 km/s, s dobou oběhu kolem Země 11 h 58 min (polovina siderického dne).
Klíčové části družic NAVSTAR jsou:
- 3 až 4 velmi přesné (10−13 s) atomové hodiny s rubidiovým dříve také s cesiovým oscilátorem
- 12 antén RHCP pro vysílání rádiových kódů v pásmu L (2 000–1 000 MHz)[16]
- antény pro komunikaci s pozemními kontrolními stanicemi v pásmu S (2 204,4 MHz)
- antény pro vzájemnou komunikaci družic v pásmu UHF (česky označováno UKV)
- optické, rentgenové a pulzní-elektromagnetické detektory odhalující starty balistických raket a jaderné výbuchy (IONDS)
- solární panely a baterie jako zdroj energie

Na dvou exemplářích družic PRN 35, 36 bloku IIR vypuštěných v letech 1993 a 1994 byla testována odrazová pole pro měření polohy družice laserovými měřidly (SLR) projektu NASA ILRS (International Laser Ranging Service). Konstrukce zrcadla vážila asi 10 kg o úhlopříčce půdorysného obdélníku 20 cm a byla tvořena 32 dílčími buňkami. V některém z bloků III bude opět tato technologie využita.
V České republice je nejčetnější viditelnost 8 družic (medián), minimum pak 6, maximum 12 družic, při elevační masce 10° v roce 2008.
Družice jsou několikrát do roka, obvykle plánovaně, odstaveny pro údržbu atomových hodin a korekci dráhy družice. Údržba trvá přibližně 12-24 hodin. Průměrná životnost družice je asi 10 let, obměna kosmického segmentu trvá přibližně 20 let.
Pro popis stavu kosmického segmentu jsou definovány dva stavy implementace:
- plná operační schopnost (FOC, Full Operational Capability) – označení stavu, kdy je nejméně 24 družic plně funkčních, podporující novou technologii. Poprvé byl vyhlášen 17. července 1995 po vypuštění a zprovoznění 24 družic Bloku II a IIA.
- částečná operační schopnost (IOC, Initial Operational Capability) – označení stavu, kdy je nejméně 18 družic plně funkčních, podporující novou technologii. Poprvé byl vyhlášen 8. prosince 1993 po vypuštění a zprovoznění 18 družic Bloku I, II a IIA.

V roce 2008 byly uzavřeny kontrakty mezi US Air Force a firmou Lockheed Martin na vývoj a výrobu 16 družic bloku IIIA v ceně 1,5 miliard USD na roky 2014–2019 a v roce 2010 na 12 družic bloku IIIB v ceně 3 miliard USD.

### Řídicí a kontrolní segment
Segment se skládá z několika částí:

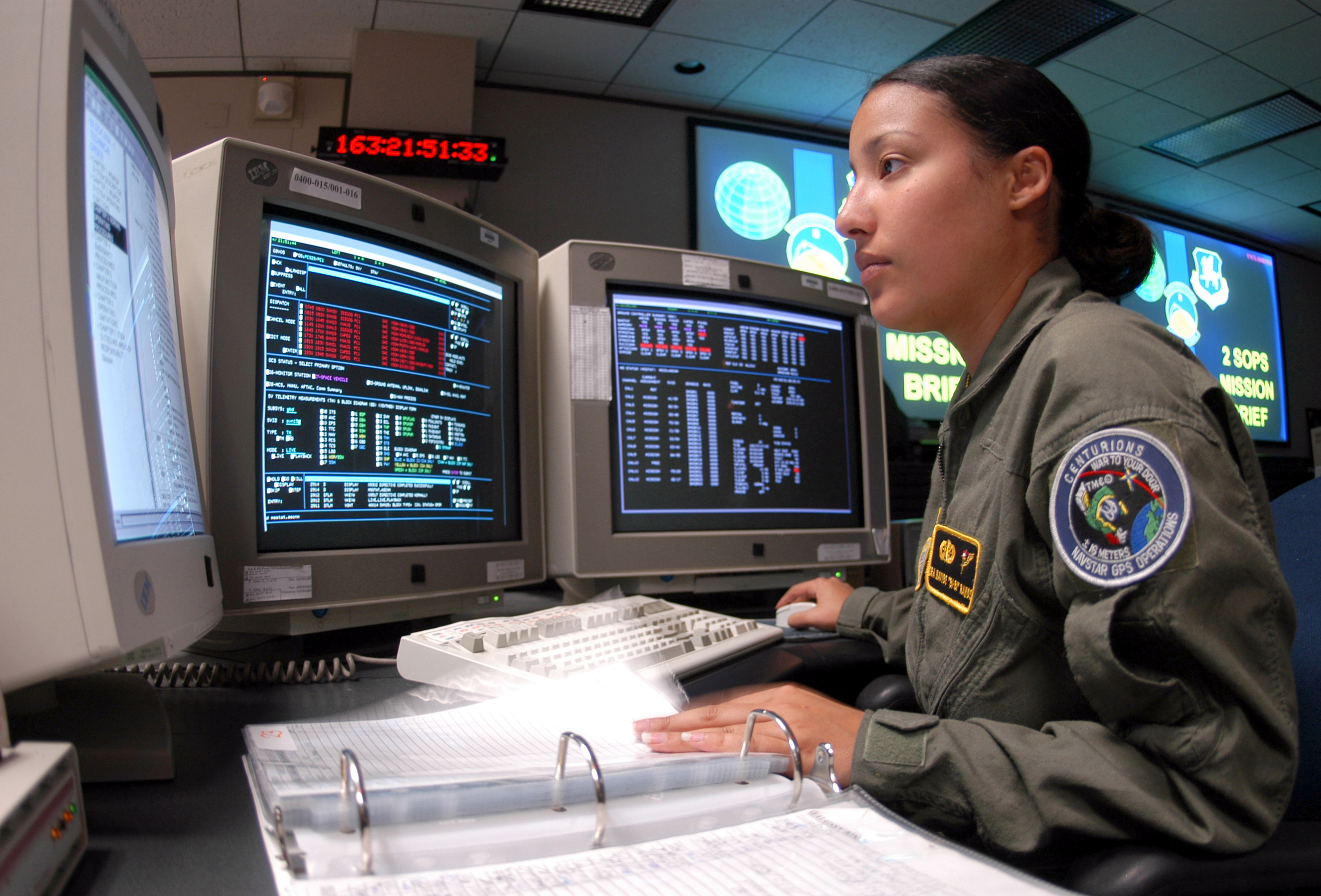
Operátorka řídicího střediska na letecké základně Schriever monitorující stav kosmického segmentu (fotografie USAF)

- velitelství – Navstar Headquarters na letecké základně Los Angeles v Kalifornii v USA.
- řídicí středisko (MSC, Master Control Station), na Schrieverově letecké základně USAF v Colorado Springs, 2nd Space Operations Sq. Záložní řídicí středisko (BMCS, Backup Master Control Station) umístěné v Gaithersburg (Maryland, USA) přebírá cvičně 4× do roka řízení systému, v nouzi je připravena do 24 hodin.
- 3 povelové stanice (Ground Antenna), které jsou umístěny na základnách USAF: Kwajalein, Diego Garcia, Ascension Island případně i Cape Canaveral.
- 18 monitorovacích stanic (Monitor Stations), které jsou umístěny na základnách USAF: Havaj, Colorado Springs, Cape Canaveral, Ascension Island, Diego Garcia, Kwajalein a dále stanice spravující NGA: Fairbanks (Aljaška), Papeete (Tahiti), Washington DC (USA), Quito (Ekvádor), Buenos Aires (Argentina), Hermitage (Anglie), Pretoria (Jižní Afrika), Manama (Bahrajn), Osan (Jižní Korea), Adelaide (Austrálie) a Wellington (Nový Zéland).[23]

Řídicí a kontrolní segment monitoruje kosmický segment, zasílá povely družicím, provádí jejich manévry a údržbu atomových hodin. Výsledek jejich monitoringu je zveřejňován v navigační zprávě každé družice a jejich platnost je řádově několik hodin:
- data pro model ionosférické refrakce
- predikce dráhy družice, tzv. efemerid
- korekce atomových hodin
- přibližné pozice ostatních družic a jejich zdravotní stav

Řídicí a kontrolní segment komunikuje s uživateli také prostřednictvím zpráv GPS NANU (Notice Advisory to NAVSTAR Users), kde zveřejňuje plánované odstávky družic, jejich stažení a uvedení do provozu nebo i zpětně informace o nezdravé družici.
Pokud by došlo ke zničení pozemních vojenských stanic řídicího a kontrolního segmentu, přechází družice do režimu AUTONAV (Autonomous Navigation Mode), ve kterém jsou schopny dále pracovat až 6 měsíců. V tomto režimu spolu družice komunikují a porovnávají vzájemně mezi sebou své efemeridy a stav palubních hodin. Výsledky poskytují uživatelskému segmentu v navigační zprávě. Tento režim však nikdy nenastal, nejsou ani známy výsledky jeho případných testů.

### Uživatelský segment

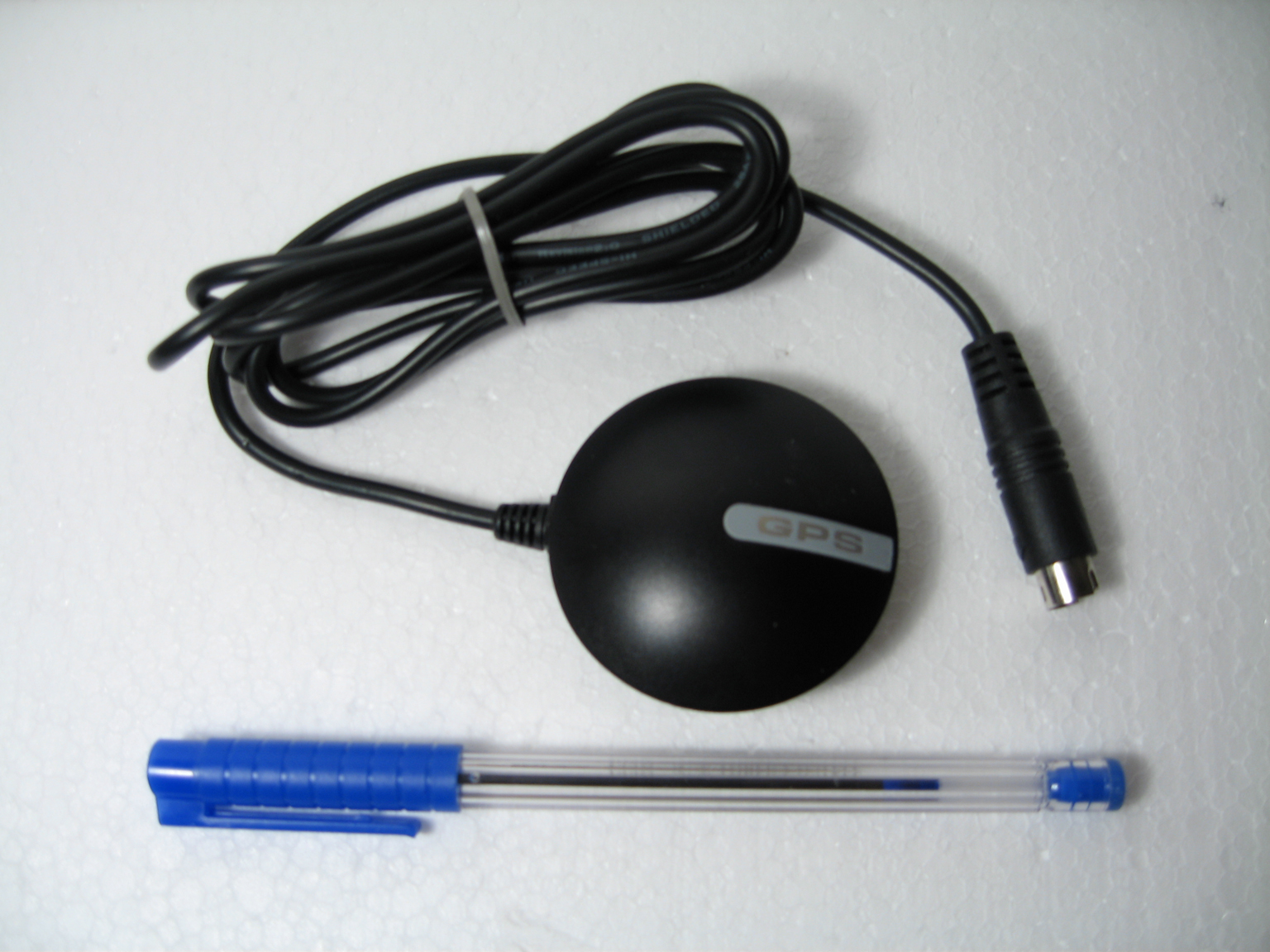
Jednoduchý přijímač GPS vyžívající metod kódového měření (C/A kód) s integrovanou anténou, konektorem pro napájení a komunikaci

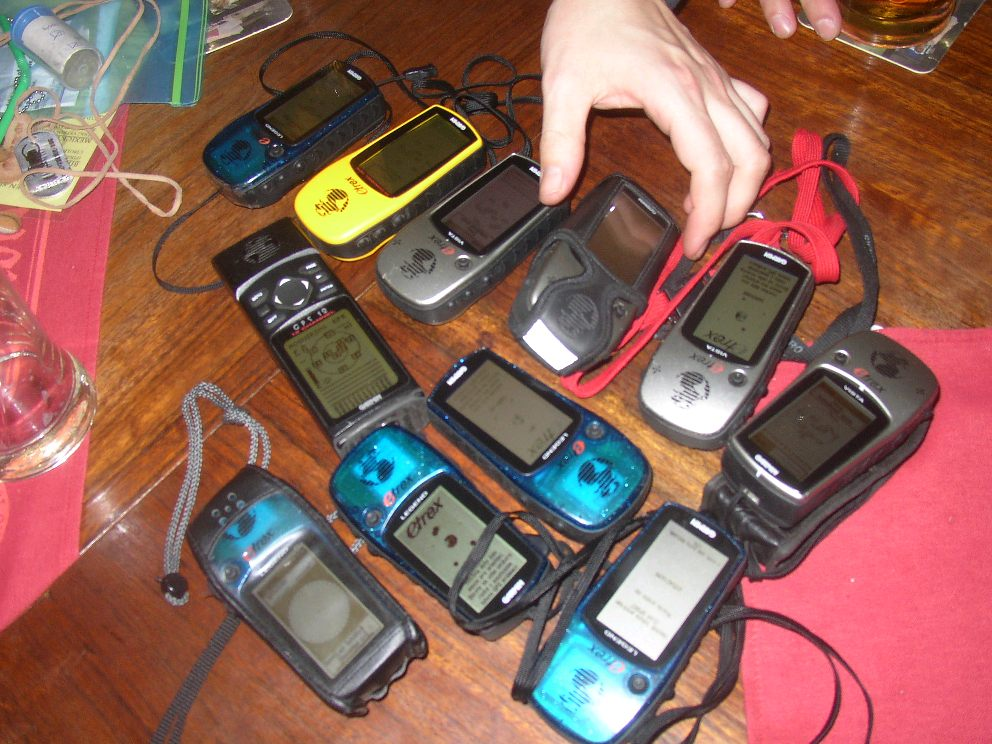
Navigační turistické počítače s integrovaným přijímačem GPS vyžívající metod kódového měření (C/A kód)

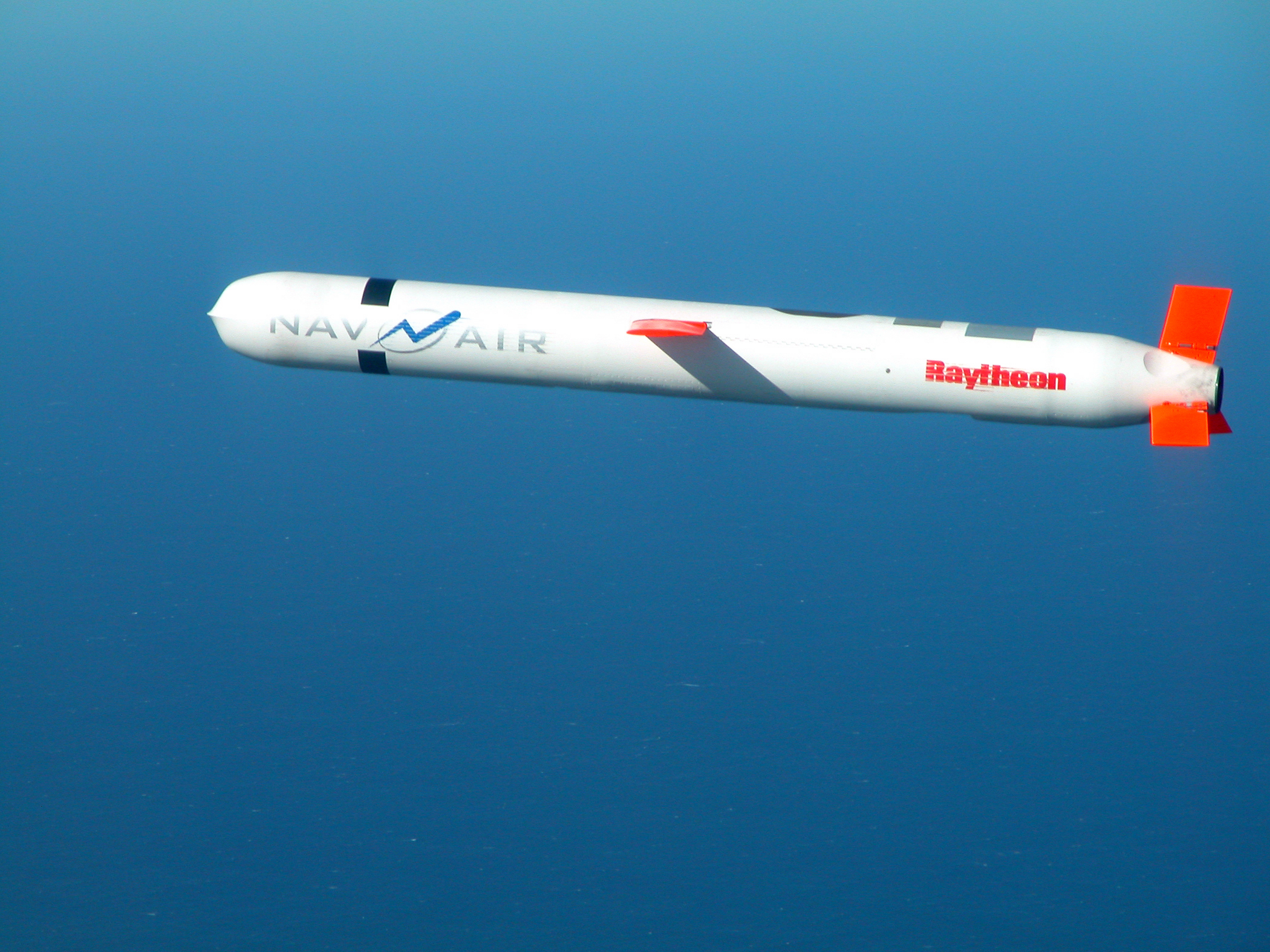
Vojenská zbraň – podzvuková střela s plochou dráhou letu BGM-109 Tomahawk využívající ke své orientaci v prostoru a navádění na cíl mimo inerciálních systémů také systém GPS (P(Y) kód) (fotografie Navy US)

Uživatelé pomocí GPS přijímače přijímají signály z jednotlivých družic, které jsou v danou chvíli nad obzorem. Na základě přijatých dat (časových značek z jednotlivých družic a znalosti jejich polohy) a předem definovaných parametrů přijímač vypočítá polohu antény, nadmořskou výšku a zobrazí přesné datum a čas. Komunikace probíhá pouze od družic k uživateli, GPS přijímač je tedy pasivní.
Rozdělení přijímačů podle přijímaných pásem:
- jednofrekvenční
- dvoufrekvenční
- vícefrekvenční (připravují se pro pásmo L5)

Rozdělení přijímačů podle kanálů:
- jednokanálové (používané v raných fázích projektu GPS)
- vícekanálové

Rozdělení přijímačů podle principu výpočtů:
- kódová
- fázová a kódová

Běžně dostupné přijímače k amatérskému (tj. negeodetickému a nevojenskému) vyžití se vyrábí jako jednofrekvenční, vícekanálové a kódové. Jednoduchý přijímač signálu GPS pro se skládá z:
- antény
- předzesilovače
- procesoru
- časové základny (často křemíkový krystal o přesnosti < 10−6 s)
- komunikačního rozhraní

Uživatelé využívající systém GPS můžeme rozdělit do dvou skupin:
- autorizovaní uživatelé (vojenský sektor USA a vybrané spojenecké armády) využívající službu Precise Positioning Service (PPS) mající k dispozici dekódovací klíče k P(Y) kódu na frekvencích L1 a L2. Tito uživatelé mají zaručenou vyšší přesnost systému. Uplatňují se především v aplikacích:
  - podpora velení a vojáků v poli
  - doprava
  - navádění zbraňových systémů
  - vojenská geodézie a mapování
  - přesný čas (< 10−7 s)
- ostatní uživatelé (především civilní sektor) mohou využívat Standard Positioning Service (SPS) a mají k dispozici C/A kód na frekvencích L1. Přijímače vyrobené v USA nesmějí být exportovány, pokud nemají nastavená omezení výšky do 18 km (60 000 ft) a rychlosti do 515 m/s (1 000 knots).[27] Tyto limity vychází z prevence možného zneužití jako systému orientace v prostoru ve zbraních obdobných balistickým raketám nebo střelám s plochou dráhou letu. Typickými profesemi a odvětvími civilních uživatelů jsou:
  - doprava (pozemní doprava, letectví, námořnictvo, kosmické lety)
  - geologie a geofyzika
  - geodézie a geografické informační systémy
  - archeologie
  - lesnictví a zemědělství
  - turistika a zábava
  - přesný čas (< 10−6 s)

## Rádiové signály
Družice vysílají v pásmech, která jsou zvolena záměrně tak, aby byla minimálně ovlivněna meteorologickými vlivy. Systému GPS je přiděleno 5 frekvencí a každé frekvenci odpovídá jeden vysílací kanál:
- L1 (1 575,42 MHz), kde je vysílán C/A kód je dostupná pro civilní uživatele, dále je šířen vojenský P(Y) kód, který je šifrovaný a přístupný pouze pro autorizované uživatele. Družice bloku IIR-M a novější jsou připraveny vysílat vojenský M kód.
- L2 (1 227,62 MHz), kde je vysílán vojenský P(Y) kód. Družice bloku IIR-M a novější jsou připraveny vysílat vojenský M kód a civilní C kód.
- L3 (1 381,05 MHz) od bloku družic IIR vysílá signály, které obsahují data monitorování startů balistických raket, detekci jaderných výbuchů a dalších vysokoenergetických zdrojů. Program náleží k The United States Nuclear Detonation (NUDET) a United States Nuclear Detonation Detection System (USNDS).[29]
- L4 (1 379,913 MHz) se využívá pro měření ionosférické refrakce. Průchod signálu ionosférou způsobuje zpoždění rádiového signálu, která se promítá do chyb při určení polohy. Toto ionosférické zpoždění lze eliminovat, jestliže měříme zpoždění na dvou kmitočtech, nebo získáním korekcí.
- L5 (1 176,45 MHz) byl plánován jako civilní Safety-of-life (SoL) signál. Tato frekvence spadá do mezinárodně chráněné oblasti letecké navigace, ve které je malé nebo žádné rušení za všech podmínek. Signál začaly družice, které ho podporovaly, vysílat v dubnu 2014.[30] V roce 2018 byl na trh uveden první dvoupásmový čip, který pomocí signálu L5 umožňuje zpřesnit pozici z původních 5 metrů na 30 cm.[6] První telefon jej využívající byl Xiaomi Mi 8 v roce 2018.[31] V červenci 2023 byl signál L5 vysílán z 18 družic a stále ve vysílání označen jako nedostatečný (anglicky unhealthy) dokud nebude dosaženo dostatečné kapacity, v roce 2027 by měl být vysílán z 24 družic.[32]

### Rušení signálu
Signál GPS družic může být rušen rádiovým provozem (mobilní sítě, rozhlasové vysílání), ale i záměrně v místě vojenských střetů. Stránka Flightradar24 nabízí přehlednou mapu, kde sběrem dat z mnoha letadel jsou zvýrazněna místa, kde je hlášeno více potíží s přesností signálu.

## Určování polohy a času

### Vztažné soustavy
Pro charakteristiku Země se jako vztažné těleso využívá geoid, který je ale pro matematický popis nevhodný. Proto používáme jeho aproximaci prvního stupně – koule, nebo druhého stupně – elipsoid. Pro potřeby uživatelů GPS je nejčastěji užívaný geografický referenční systém WGS 84, známý také pod kódem EPSG:4326, který se skládá z:
- geodetického data: elipsoid s poloosami přibližně 6 378 km a 6 356 km s počátkem ve středu Země
- systému zeměpisných souřadnic (zeměpisná šířka a délka)

Pro výpočty se používá geocentrický referenční systém WGS 84 se shodným datem, ale s kartézskými souřadnicemi v systému ECEF (Earth-Centered, Earth-Fixed).
GPS čas je měřen na týdny (week) s maximem 1024, díky čemu dochází k jeho vynulování, což bylo naposledy pro 7. duben 2019. Další časová značka je pořadí podrámce v navigační zprávě, který nabývá hodnot s maximem 100 800, dále slova podrámce a jeho datové bity, které mají délku 0,02 s. Poslední podrobný časový otisk je samotný kód. C/A kód rozděluje čas po bitech dlouhých ~10−6 s a P kód na ~10−7 s. Porovnáním vzestupných a sestupných hran PRN kódů modulovaných na nosnou s frekvencí nosné vlny může moderní elektrotechnika změřit rozdíl až na tisíciny času bitu. Za předpokladu přesnosti 1 % bitu je to přibližně 10 ns (10−8 s) pro C/A kód a 1 ns (10−9 s) pro P(Y). Protože signál GPS se šíří rychlostí blízkou rychlosti světla, blíží se krok měření při 1 % délky bitu řádově ~3 m u C/A kódu, u P(Y) ~0,3 m.
Rychlost světla je definována 299 792 458 m/s. Odeslaný signál má při přijetí zpoždění mezi 67 ms při elevaci družice 90° a 86 ms při elevaci 0°.

## Přesnost měření
Přesnost výpočtu polohy přijímače podléhá vlivům, které vnáší do výpočtu chyby a jsou náhodné veličiny. Velikost chyby popisujeme statistickým parametrem efektivní hodnota chyby (RMS, Root Mean Square), což je odmocnina z průměru kvadrátu chyby {\displaystyle RMS={\sqrt {\sum _{i=1}^{n}{\frac {chyba^{2}}{n}}}}=E(X^{2})}.
Přesnost výpočtu polohy kódového měření ovlivňují zejména:
| Příčina                   | Velikost RMS při GDOP=1 |
| ------------------------- | ----------------------- |
| Efemeridy družic          | ± 2,1 m                 |
| Družicové hodiny          | ± 2,1 m                 |
| Ionosférická refrakce     | ± 4,0 m                 |
| Troposférické refrakce    | ± 0,7 m                 |
| Vícecestné šíření signálu | ± 1,4 m                 |
| Přijímač                  | ± 0,5 m                 |

### Efemeridy
Efemeridy jsou predikované polohy družic na oběžných drahách. Protože se pohybují po téměř kruhových, mírně elipsovitých drahách velkou rychlostí a ve velké vzdálenosti od Země, jsou jejich dráhy stabilní a dobře matematicky popsatelné. Přesto se vlivem kolísání tíhových sil Země, Slunce a Měsíce a sluneční jaderné aktivity jejich dráha mírně mění. Předpoklad vývoje trajektorie je popsán v navigační zprávě.

### Družicové hodiny a relativistické efekty

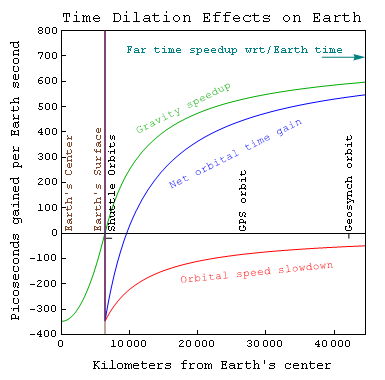
Graf vlivu relativistických efektů na čas v blízkosti gravitačního pole Země a při rychlosti obvyklých u umělých družic Země.

Družice obsahují atomové hodiny s rubidiovým nebo cesiovým oscilátorem. Jsou velmi stabilní, ale pro výpočet je třeba přesných a synchronních hodin na všech družicích i na Zemi.
Podle Einsteinova principu relativity je vlastní čas hodin družice NAVSTAR GPS na orbitu nutno korigovat na souřadnicový čas vztažený k Zemi jako inerciálnímu referenčnímu systému těmito efekty:
- pohybová rychlost družice (Speciální teorie relativity): hodiny se zpomalují o −5×10−9 % vůči pozemským
- rozdílné gravitační potenciály (Obecná teorie relativity) ve značné vzdálenosti nad Zemí, protože intenzita gravitačního pole klesá s druhou mocninou vzdálenosti (pro orbit družic 16×): hodiny se zrychlují +50×10−9 %

Když oba efekty zkombinujeme je výsledkem +45,5×10−9 % oproti pozemským hodinám ±0 %. Řešení tohoto efektu je hardwarové nastavení základní frekvence na 10,229 999 995 43 MHz místo očekávaných a pozemských 10,230 000 000 00 MHz.
Další variabilní korekce je v navigační zprávě o hodnotách řádově v desítkách nanosekund (1 ns = 10−9 s), protože výška orbitu družice je proměnná, rozložení gravitace není konstantní a samotné hodiny vykazují odchylku.

### Ionosférická a troposférická refrakce

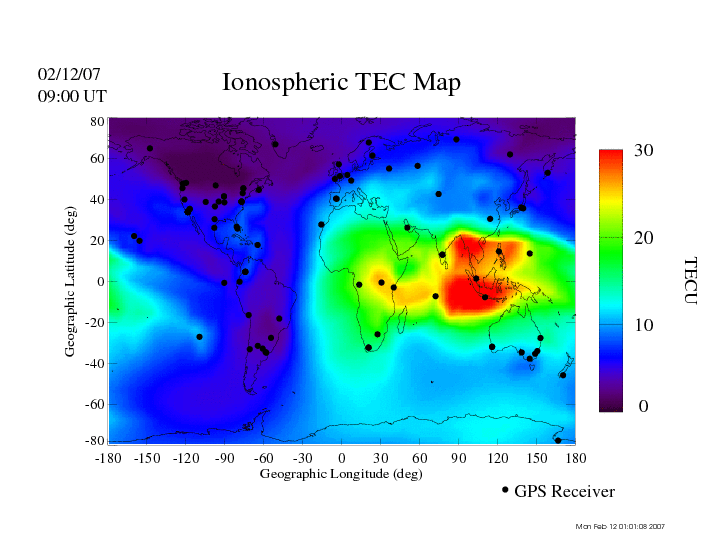
Ukázka modelu ionosférické refrakce z 12. února 2007 9:00, aktuální vizualizace modelu. (JPL NASA)

Radiový signál vysílaný z družice se ve vzdálenosti 500-20 200 km od povrchu šíří téměř vakuem.
Ionosféra, která se nachází v rozmezí 50–500 km nad povrchem země, obsahuje množství volných elektronů a iontů, které způsobují refrakci (lom) rádiového signálu, tedy jeho delší dráhu a zpoždění. Stav ionosféry ovlivňuje aktuální i cyklická (11 let) aktivita slunce, globální meteorologické vlivy, roční období, fáze dne. V přijímačích je implementován základní model, který tyto změny zohledňuje a navigační zpráva obsahuje vstupní parametry pro jeho výpočet. S výhodu lze modelovat pomocí kulových funkcí, klíčovou hodnotou v modelu je pak TEC (Total Electronic Content).
Analýzou signálu na různých kmitočtech (L1, L2) lze tuto chybu eliminovat, protože změna rychlosti rádiového signálu ionosférou je frekvenčně závislá.
Obdobný vliv má troposféra, která se nachází od 0–15 km. Její stav ovlivňují především lokální meteorologické vlivy, jako je teplota, tlak, vlhkost. Její možnost predikce je pro globální systém minimální a eliminuje se diferenčními systémy nebo lokálními modely.

### Vícecestné šíření signálu a přijímač
Pokud je anténa přijímače částečně zastíněna nebo jsou v blízkosti odrazivé materiály, je možné, že přijímá také signály odražené, a tedy opožděné. Velikost této chyby je závislá na vlastnostech okolí a míře zastínění. V profesionálních aparaturách ji lze eliminovat vhodně polarizovanou anténou, protože signál původně polarizovaný pravotočivě RHCP po odrazu mění polarizaci na levotočivý LHCP.
Další technikou je nastavení elevační masky na oblast, odkud není možný příjem signálu, nebo filtrace Narrow correlator spacing.
Konstrukce přijímače dříve výrazně ovlivňovala měření díky malému počtu kanálů, snížené přesnosti u 8bitových procesorů, malé citlivosti na vstupu. Dnes má vliv především metodika výpočtu, kdy jsou do algoritmu vnášeny předpoklady podle způsobu využití přijímače (doprava, letectví, turistika) a vlastnosti antény, její konstrukce a umístění.

### Geometrické rozmístění družic
Chybu měření výrazně ovlivňuje rozmístění družic na hemisféře a obecně se nazývá DOP (Dilution of Precision, rozptyl přesnosti). Souhrnný GDOP z intervalu 1-50 nabývá v našich zeměpisných šířkách a nadmořských výškách hodnot 1-4 a je zastoupen dílčími DOP:
- Horizontální – HDOP
- Vertikální – VDOP
- Prostorový – PDOP {\displaystyle PDOP={\sqrt {HDOP^{2}+VDOP^{2}}}}
- Časový – TDOP
- Geometrický – GDOP {\displaystyle GDOP={\sqrt {TDOP^{2}+HDOP^{2}+VDOP^{2}}}}

Zatímco hodnota HDOP se mění se zeměpisnou polohou jen málo, mění se hodnota VDOP se zeměpisnou šířkou. V zeměpisné šířce ± 56° dosahuje svého minima a s dalším zvyšováním zeměpisné šířky pak výrazně roste. Tento nárůst chyby ve vyšších zeměpisných šířkách je způsoben tím, že po překročení zeměpisné šířky, která je rovna inklinaci dráhy, již družice nedosahují nadhlavníku a kulminují ve stále nižších elevacích. Třídimenzionální chyba určení polohy prakticky sleduje průběh dominantní chyby výšky.
V českých zemích lze očekávat průměrné hodnoty PDOP = 1,9, přičemž min(PDOP) = 1,35 a max(PDOP) = 3,6.

### Selektivní dostupnost (Selective Availability)
Od 25. března 1990 byla do C/A kódu radiového signálu zanášena umělá chyba. Toto opatření pod názvem Selective Availability (SA) mělo zabránit zneužití, např. možnosti navádět balistické rakety, pomocí nepřesných efemerid a časových značek.
SA způsobovalo chybu 45 m horizontálně (95% RMS). Tuto chybu bylo možno výrazně potlačit diferenčním měřením nebo dlouhodobým statickým měřením.
Protože USA vyvinuly systém, jak lokálně rušit signál GPS, bylo SA 1. května 2000 zrušeno a přesnost kódového měření polohy se tak zvýšila na první desítku metrů. Toto lokální rušení družicového signálu GPS pozemním vysílačem bylo použito např. při cvičení NATO v roce 2011 a 2015 ve Skotsku. Nějaký typ znepřesnění signálu bylo v roce 2016 pozorováno také v Moskvě v okolí Kremlu.

### Sagnacovo zakřivení
Při sledování družic musíme také kompenzovat Sagnacův efekt. Časový referenční rámec je definován pro inerciální systém ECEF (Earth-centered, Earth-fixed), ale ve skutečnosti se jedná o rotační systém WGS 84 (obvodová rychlost Země na rovníku 0,465 km/s). Přepočet se provádí Lorentzovou transformací a výsledné korekce mají kladné hodnoty pro družice na východní a záporné na západní nebeské hemisféře a pohybují se ve stovkách nanosekund (~desítky metrů v pozici).

### Zpřesňující metody
Pro zpřesnění stávajícího přesnosti GPS jsou používány různé (komerční) systémy založené na geostacionárních satelitech a pozemních stanicích, o kterých je známa jejich poloha a které tuto porovnávají s polohou vypočtenou pomocí signálu GPS. Rozdíl je k dispozici jako korekce (a zpřesnění) pro poblíž naměřené pozice. Mezi tyto systémy patří například WAAS, EGNOS, DGPS a QZSS.